# Roke
Roke è una frazione del South Oxfordshire, a circa 4,8 km a nord di Wallingford. Ha una public house del XVI secolo, la Home Sweet Home. Ora è incluso nella vicina parrocchia civile di Berrick Salome.

## Cultura
Roke ospita l'annuale Rokefest Beer and Music Festival.